# Chaerephon pusillus
Chaerephon pusillus es una especie de murciélago de la familia Molossidae.

## Distribución geográfica
Es endémica de Seychelles, se encuentra en Aldabra. Se ha considerado un sinónimo de C.pumilus hasta  la revisión por Goodman y colaboradores en 2007.